# Galeojanolus ionnae
Galeojanolus ionnae M.C. Miller, 1971 è un mollusco nudibranchio della famiglia Janolidae. È l'unica specie nota del genere Galeojanolus.